# Château d'Oberhofen
Le château d'Oberhofen, situé sur les rives du lac de Thoune, se trouve à Oberhofen am Thunersee dans le canton de Berne en Suisse.

## Histoire
Il appartient tout d'abord à Walter IV d'Eschenbach, seigneur dont les biens sont confisqués après l'assassinat d'Albert Ier de Habsbourg en 1308.
Le donjon remonte au XIIe siècle, le logis et la chapelle sont plus récents et datent du XVe siècle. Au XIVe siècle, le château, en mains de la famille de Habsbourg, est investi par les Confédérés bernois après la bataille de Sempach. Le bourg et le domaine appartiennent à la famille de Scharnachtal puis d'Erlach jusqu'en 1651. 
Entre 1652 et 1798, le château est siège d'un bailli bernois. Les Bernois ajoutent des extensions baroques aux constructions déjà existantes.
La forteresse devient une propriété privée en 1801. Acquise en 1801 par Johann Peter Knechtenhofer, elle passe en 1844 au comte neuchâtelois Albert de Pourtalès, chambellan du roi de Prusse et diplomate qui apporte d'importantes modifications d'esprit romantique au château. En 1868, sa fille Hélène de Pourtalès épouse le comte Ferdinand von Harrach. Possesseur de multiples grands domaines, il est un peintre de talent, formé à l'école des beaux-arts de Düsseldorf et de Weimar. Les Harrach apportent eux aussi des modifications au château, y faisant notamment construire, respectivement reconstruire, la tour d'angle sud-est et la tourelle du lac.
Mais des difficultés financières obligent à vendre cette propriété en 1925-1926 à l'avocat américain William Paul Measy. Celui-ci entretient avec grand soin de domaine et accorde une attention particulière au parc, où il crée le parterre de fleurs orné de la croix suisse et fait planter une collection de conifères nains dans la partie arrière. En 1940, il crée la Fondation du château d'Oberhofen qui, dès 1952, est étroitement rattachée au Musée d'histoire de Berne. Le Canton, la Ville et la Bourgeoisie de Berne s'engagent dès 1953 à subvenir aux frais liés au château. Celui-ci devient alors une filiale du Musée d'histoire de Berne.